# Pápapinty
A pápapinty (Passerina ciris) a madarak osztályának verébalakúak (Passeriformes) rendjébe és a kardinálispintyfélék (Cardinalidae) családjába tartozó faj.

## Rendszerezése
A fajt Carl von Linné svéd természettudós írta le 1758-ban, az Emberiza nembe Emberiza ciris néven.

## Alfajai
- Passerina ciris ciris (Linnaeus, 1758)
- Passerina ciris pallidior Mearns, 1911[2]

## Előfordulása
Az Amerikai Egyesült Államok délkeleti részén és Mexikóban költ. Közép-Amerikában, Kubában és a Bahama-szigeteken telel. Természetes élőhelyei a szubtrópusi és trópusi síkvidéki és magaslati cserjések, valamint másodlagos erdők és szántóföldek.

## Megjelenése
Testhossza 13 centiméter, szárnyfesztávolság 20-22 centiméter, testtömege 13-19 gramm. A hím Észak-Amerika egyik legszínpompásabb madara. Feje kék, a szárnyak zöldek, testalja pedig rózsaszínű. A tojó kevésbé feltűnő barnás és sárgás színárnyalatokkal.
|  |  |

## Életmódja
Rovarokkal és magvakkal táplálkozik.

## Szaporodása
Bokorra, vagy kisebb fára, gallyakból és fűből készíti csésze alakú fészkét. Fészekalja 3-4 tojásból áll.

## Természetvédelmi helyzete
Az elterjedési területe rendkívül nagy, egyedszáma pedig stabil. A Természetvédelmi Világszövetség Vörös listáján nem fenyegetett fajként szerepel.